# Escallonia serrata
Escallonia serrata är en tvåhjärtbladig växtart som beskrevs av James Edward Smith. Escallonia serrata ingår i släktet Escallonia och familjen Escalloniaceae. Inga underarter finns listade i Catalogue of Life.